# Verena Merz
Verena Merz (* 8. Juni 1959 in St. Gallen; † 31. März 1990 ebenda) war eine Schweizer Malerin.

## Leben
Verena Merz besuchte in St. Gallen die Schulen bis zur Maturität und wurde in Rorschach zur Primarlehrerin ausgebildet. Ab 1981 studierte sie mehrere Semester Ethnologie und Weltreligionen an der Universität Zürich. Sie besuchte erste Malkurse in Florenz und reiste 1982 für einige Monate zu einem Malaufenthalt nach Indien und Sri Lanka. 1983 begann sie mit dem Studium der Malerei an der École nationale supérieure des beaux-arts de Paris und schloss 1986 mit dem Diplom ab. Es folgten Studienaufenthalte in New York (1984), Berlin (1985) und Florenz (1986). Ab 1986 war sie freischaffende Künstlerin in St. Gallen, es folgten die ersten Einzelausstellungen in Chur, St. Gallen, Zürich und Paris. 1989 machte sie einen Studienaufenthalt in Ägypten, der einen grossen Einfluss auf die folgenden Werke hatte. 1990 starb sie bei einem Verkehrsunfall.

## Künstlerisches Werk
Verena Merz war eine vielseitige, kreative Malerin, die sich durch ihre Experimentierfreude auszeichnete. Ihre meist grossformatigen Bilder auf Leinen oder Kraftpapier bearbeitete sie mit verschiedenen Techniken und Materialien wie z. B. Sand und Gips. Nebst Bildern und Serien in allen Formaten hinterliess sie zahlreiche Werk- und Skizzenbücher. Ihre Motive sind meist figürlich, von Kuben bis zu erzählenden Darstellungen, oft mit Wortspielereien und Neologismen. Archaische Tiere und geflügelte Wesen bringt sie in ihrer eigenen Mythologie zum Ausdruck. Zum Nachlass gehören auch ein 8-mm-Experimentalfilm und ein umfangreiches Foto-Werk.

## Ausstellungen
- 1986: Chur, Galerie Planaterra
- 1987: St. Gallen, Atelier Galerie
- 1988: Zürich, Galerie Wiedenkeller
- 1989: St. Gallen, Atelier Galerie
- 1989: Paris, Galerie Horloge
- 1990: Appenzell, Kunsthalle Ziegelhütte
- 1991: Frauenfeld, Eisenwerk, Kulturzentrum
- 1991: St. Gallen, Atelier Galerie
- 1992: St. Gallen, Kunstverein Katharinen
- 1993: Feldkirch, Galerie Jochum
- 1994: Zürich, Galerie Wiedenkeller
- 1995: St. Gallen, Ateliergalerie
- 1997: Zürich, Galerie Wiedenkeller
- 1997/98: Rorschacherberg, Schloss Wartensee
- 1999: Zürich, Galerie Wiedenkeller
- 2001: St. Gallen, Regierungsgebäude, Kunstverein St. Gallen
- 2009/10: St. Gallen, Kunstmuseum
- 2002–2010: Zürich, St. Gallen, Appenzell, diverse Galerien